# 小石川淑徳学園中学校・高等学校
小石川淑徳学園中学校・高等学校（こいしかわしゅくとくがくえんちゅうがっこう・こうとうがっこう）は、東京都文京区小石川三丁目に所在する私立女子中学校・高等学校。旧校名は淑徳SC中等部・高等部（略称はSSC）。
高等学校は、中学校から入学した内部進学の生徒と、高等学校から入学した外部進学の生徒を、第1学年から混合してクラスを編成する併設型中高一貫校である。

## 沿革
- 1892年（明治25年） 淑徳女学校を東京府東京市小石川区に設置
- 1906年（明治39年） 淑徳高等女学校に改称
- 1945年（昭和20年） 戦火により校舎全焼
- 1947年（昭和22年） 淑徳学園中学校を設置
- 1948年（昭和23年） 淑徳学園高等学校を設置
- 1951年（昭和26年） 学校法人淑徳学園[4][1]に組織変更
- 2008年（平成20年） 淑徳SC中等部・高等部に名称変更
- 2024年（令和6年） 小石川淑徳学園中学校・高等学校に校名変更。

## 部活動
- バレーボール部と卓球部は、都内の強豪校である。

## 制服
- 冬服 中学：ブレザー、高校：ブレザー
- 夏服 中学：ニットベスト、高校：ニットベスト

中等部と高等部で柄とデザイン、リボンの色が異なる。中等部のプリーツスカートが細か目なので、振り返ったときにひらりと広がるところが特徴。

## 交通
出典 : 
電車
| 路線名           | 最寄り駅 | 徒歩所要時間 |
| ---------------- | -------- | ------------ |
| 都営地下鉄三田線 | 春日駅   | 8分          |
| 東京メトロ南北線 | 後楽園駅 | 8分          |

バス
| 運行事業者 | 乗車駅 | 系統   | 下車停留所            |
| ---------- | ------ | ------ | --------------------- |
| 都営バス   | 大塚駅 | 都02   | 「伝通院前」、徒歩2分 |
| 都営バス   | 池袋駅 | 都02乙 | 「伝通院前」、徒歩2分 |
| 都営バス   | 上野駅 | 上69   | 「伝通院前」、徒歩2分 |

## 主な出身者
- 眞恵子（バレーボール選手、トヨタ車体クインシーズ所属）
- 筒渕輝恵（元バレーボール選手）
- 吉澤ひとみ（歌手）※中学校まで
- 近江輝子（女優、宝塚歌劇団卒業生）
- 黒沢のり子（女優）
- 鍋谷友理枝（バレーボール選手、デンソー・エアリービーズ所属）
- 大竹里歩（バレーボール選手、デンソー・エアリービーズ所属）